# 杭州市新闻记者公会
杭州市新闻记者公会是浙江省民国时期存在过的一个记者团体。1927年，由《杭州民国日报》等在杭州报刊记者成立杭州新闻记者联合会。1931年，更名为浙江省记者联合会。1934年改组为杭州市新闻记者公会。公所起初设置在《杭州民国日报》所在幽冀会馆内，后迁移至《东南日报》社大楼旁竹竿巷会所内。

## 组织沿革
1926年秋季，《杭州民国日报》记者陆舒农、《浙江民报》记者殷再为等发起成立记者组织，征求会员。1927年8月18日，经《杭州民国日报》记者陆舒农，浙江国民通讯社记者汤德民、章正范，《杭州国民新闻》记者项士元，《浙江民报》记者殷再为，《浙江商报》记者沈雨苍，《杭州市报》记者罗越凡等参与，各媒体记者响应，在杭州平海路原省教育会举行大会，宣告成立杭州新闻记者联合会，该组织之纲领有反共色彩，称组织要“明白指出共产党的阴谋”。
1931年2月15日，杭州新闻记者联合会扩大其范围和影响力，更名为浙江省记者联合会。1934年，浙江省记者联合会杭州部分改组成立杭州市新闻记者公会，是中华民国第一个合法成立的记者集团，每周有集会，半月必聚餐。
1937年，抗日战争爆发，杭州沦陷，新闻记者公会的活动也随之停止。杭州沦陷期间，汪精卫政权成立同名组织。
1946年，公会复会。由《东南日报》副社长刘湘女任理事长，中央通讯社杭州分社社长张明烈、《东南日报》编辑胡铠，《浙江商报》总编辑钟韵玉、《大同日报》编辑宋子亢等为常务理事。在此期间，杭州市新闻记者公会组织缺乏凝聚力，第一届理事会前会员数为204人，其中半数都未领取会员证。1947年4月，举行改选，刘湘女落选公会理事长，并落选理事，仍然获选监事。1948年，监理事改选，张明烈为理事长，常务理事仍为胡铠等。刘湘女随即辞职，引发7名理事辞职，剩余理事不足半数，导致本届监理事成员难产。1949年4月下旬，解放军发动渡江战役，胡健中和刘湘女出走台湾，中国共产党不久便攻占杭州。

## 对外活动
1927年冬，杭州新闻记者联合会设新闻通讯社，1929年8月停办。
1928年9月，因应五·三济南惨案，杭州新闻记者联合会参与杭州各界民众废约委员会，通知各报出版废约特刊，并要求各报刊不得刊载日货广告，详尽报道济南惨案之新闻，推动民众之抗日活动。
1929年8-10月间，值杭州举办西湖博览会之机，杭州新闻记者联合会组织民众阅报运动，通过演讲、游行、文艺表演等形式，向民众宣扬阅读报刊之好处。随即将每年9月26日设为阅报活动日。
1931年1月，杭州新闻记者联合会筹备组织新闻学研究会，以加强新闻理论研究。10月，组建浙江新闻史编撰筹备委员会，由项士元起草编撰大纲。
1932年1月，为促进新闻研究，杭州市新闻记者公会创办了公会月刊。
1934年8月22日，杭州市新闻记者公会因此提议设立9月1日为记者节，得到全国新闻界及南京国民政府的支持。同年9月1日，包括杭州、北平、南京、长沙等多城市的新闻界举行庆祝活动。前一年，因《江声日报》经理兼主笔刘煜生被江苏省政府杀害一事，引发抗议浪潮；9月1日，国民党中央和国民政府发出《切实保障新闻从业人员》之通令，是故以9月1日纪念。
1935年，通电反对国民党的报纸新闻检查措施。撤消检查后，于9月1日记者节举行全国报纸展览会。展览会在杭州基督教青年会三楼举办，展出全国报刊一千四百五十五种，参现者达三万余人次。展毕，复旦大学新闻系借走部分展品，用以在同年10月复旦大学纪念该校建校30周年而举办之世界报纸展览会之展出。
1936年冬，记者公会会所落成。当时全国各地记者公会自建会所者，仅此一家。
1946年8月，通过决议谴责中国共产党发动内乱。
1947年11月，为胡健中参选国民大会拉票。

## 公会会所
1927年成立之初，会址设在兴武路幽冀会馆内四照搂。会址后来又经历多次迁移，先是青年路，后复迁柳翠井巷。
1936年，浙江省记者联合会筹集了5000余元，委托时任《东南日报》社长兼记者公会理事长的胡健中负责兴办记者公会的会所。胡健中在市府分配给《东南日报》社的四亩一分土地中，分出了三分九厘三用于建设记者公会的会所。该会所的建设由承包《东南日报》报社大楼的杨洪记营造厂负责。冬，这座两层高的会所建成，内部设有能容纳二三百人的会议场所以及十余个办公和住宿用房。该建筑与东南日报社大楼毗邻，大门朝向竹竿巷。
抗日战争期间，公会建筑被日军用作监狱。1945年，《东南日报》复刊时，接收公会建筑。1946年，公会修缮该建筑。

## 出版刊物
1930年，组织编纂《浙江新闻史》，由之江日报社印刷出版。
抗日战争后，出版有《杭市记者》双月刊，共11期。